# Алькино (Мордовия)
Алькино — село, входит в состав Красно-Шадымской сельской администрации в Ковылкинском районе Мордовии.

## География
Расположено на р. Сеитьме, в 30 км (по автодороге 40 км) от районного центра и железнодорожной станции Ковылкино.

## Название
Название-антропоним: основатели села охотники, которые поселились во времена точно неизвестные, археологических работ по этому поводу не проводилось. Основатели села жили на горе поэтому своё село назвали «Альте» (Альте в переводе с языка того времени в этом месте — Высокое, если не верите поищите значение слова Альте в интернете. Поэтому местные жители и называют своё село на мокшанском Альте Веле.). Когда в селе поселились служивые люди на Инсаро-Пензенской засечной черте из рода Алякиных, тогда село и переименовали из непонятного для русского уха «Альте Веле» («Высокое Село») в «Алькино» (своим названием рассказывающее о том чье это село).
Название-антропоним: служилые мордвины на Инсаро-Пензенской засечной черте юго-восточной границы Российского государства Алякины (Алькины) были основателями населённого пункта.

## История
В документах России впервые упоминается в 17 веке. В «Пензенской десятне 1677 года» сообщается, что мордовский мурза воин Алякин имел 100 четей земли (57, 63). Жители занимались углежогным промыслом.
В Списке населённых мест Пензенской губернии; (1869) Алькино — село казённое из 154 дворов (1068 чел.).
В 1865 году была построена деревенская Никольская церковь. Действовал поташный завод.
В 1914 году Алькино относилось к Шадымской волости и насчитывало 336 дворов.
В начале 1930-х гг. в Алькине был создан колхоз, затем совхоз; 50 лет Октября; Восток; Заря. С 1996 г. — СХПК Алькинский.
В селе функционируют средняя школа, клуб, библиотека, отделение связи, магазин, медпункт; Космодамиановская церковь.

## Население
| 2002 | 2010 |
| ---- | ---- |
| 316  | ↘286 |

Национальный состав
Согласно результатам переписи 2002 года, в национальной структуре населения мордва-мокша составляли 90 %

## Источник
- Энциклопедия Мордовия, А. А. Ксенофонтова.